# Hiroyuki chiba
hiroyuki chiba.（千葉博之、1970年5月29日 - ）宮城県仙台市出身。日本のノイズアーティスト。ノイズレーベルeerie noise recordsの創立者兼オーナー。国内外アーティストのオーガナイザー。11歳からドラマーとしてキャリアをスタート。ノイズアーティストとしての活動は2011年から。
カットアップという手法でノイズミュージックの追及を始めた。2024年からアナログシンセErica synths syntrxを駆使し、ノイズミュージックに留まらない独自の表現を追求。

## 経歴

### ドラマー
11歳からドラムを始める。
1992年の上京後、チバ大三らとスリーピースロックバンド、イロケクラゲに参加。3年ほどの活動を経てバンドを脱退後多くのアーティストとの即興演奏のセッションに参加。
この時期は現代美術や暗黒舞踏などを好み、JohnZone、武満徹、ジャスパー・ジョーンズ、多田正美らの影響を受ける。2010年にチバ大三らと即興演奏ユニットチバチバイトウを結成。その後銅鑼やメタルパーカッション、ロートタム等を使用して即興演奏を開始。

### ノイズミュージシャン
2011年
ノイズDUO原色文学を結成。数回のライブを行いスタジオ録音作のCDRをリリース。
2016年
eerie noise recordsを設立。レーベル名は奇妙なノイズという意味。この時期からカットアップノイズを演奏している。初ソロ作品ROTING MACHINEの制作を行う。この時期に影響を受けたのはアーティストはFacialmess
2017年
Harsh Noise London(UK)のオーナーから海外アーティストをeerie noise recordsで紹介してほしいという話がありANIMAL MACHINE やGEN26、RAVEN作品をリリースする。自身の作品もHarsh Noise Londonからリリースとなる。
2018年
スペインのGyakusatsu、BRUTAROMANIA、Tube Tentacles japanツアーの東京公演のオーガナイズを行う。2017年にeerie noise recordsからリリースしたTube Tentacles/hiroyuki chiba split cassetteが2018年WIRE MAGAZINE（UK）のレビューに掲載された。芸術家の多田正美とコラボレーションを双ギャラリーと仙台バードランドにて行う。同年、自身のレーベルからブラジルのノイズアーティストGOD PUSSYのCDをリリース。また、ロシアのノイズアーティスト.NYCTALOPS.とのsplitをリリース。
2019年
TURBOHALER（fromNorway）の仙台公演のオーガナイズを務める。ポーランドのノイズアーティストPURGISTとMAAAAjapan tour仙台公演のオーガナイズを務める。イギリスのノイズレーベルHarsh Noise LondonからRecycled Tape Series #15: Cloveがリリース。スロバキアの老舗レーベルDEBILA RECORDSからOgata Tetsuo / Hiroyuki Chiba - Split tape (Recycled, 2019)がリリース。2019年ルインズ仙台公演のオープニングアクトを務める。シンガーさがゆきの仙台公演を企画。吉田達也、遠藤一元らとコラボレーションイベントを行う。ノイズ界の大御所MACRONYMPHAとのsplitをリリース。Hugo Esquinca japan tour in sendaiに出演。
2020年
Tribe Tapes（US）からI AM MY OWN STRANGER HIROYUKI CHIBA / GREATHUMOURがリリース。LIKE WEEDS の仙台公演を開催した。スイスのレーベルBAMrecordsNOIZのライブ配信イベントに出演した。
2021年
日本を代表するノイズアーティストK2とのsplitをリリース。この作品は2ヴァージョン存在し、Ver.1はeerie noise recordsから、Ver.2はスペインのMarbre Negreからリリースされた（タイトルは "split hiroyuki chiba /K2"）。